# Fort Romeau
Michael Greene, mieux connu sous le nom de scène Fort Romeau, est un DJ et producteur britannique de musique électronique.

## Biographie
Né à Chester, Greene grandit dans l'Oxfordshire et étudie la musique et les arts visuels à Brighton. Après avoir obtenu son diplôme, il s'installe à Londres et rejoint le duo d'electropop La Roux en tant que membre de leur groupe de tournée,. En 2012, Greene quitte La Roux et sort son premier album, Kingdoms, sur le label américain 100% Silk,,. Des EP sont publiés sur les labels Running Back et Live at Robert Johnson, en plus de chansons sur des compilations de Rush Hour, Cocoon, Correspondent et Mule Musiq. En 2013, Greene signe avec Ghostly International et sort son deuxième album Insides en 2015, un mélange éclectique de house, de kraut, d'ambient et de techno,,,,.
En 2015, Greene et Ali Tillett fondent le label Cin Cin, qui sort une gamme variée de split EP d'artistes nouveaux et établis, dont Nick Höppner, Ripperton et Todd Osbourne. Greene sort également un EP avec Massimiliano Pagliara sous le nom de The Violet Hour, sur Cocktail D'Amore et collabore avec Chris Baio de Vampire Weekend sous le nom de C.Y.M.

## Discographie

### Albums studio
- 2012 : Kingdoms (100% Silk)
- 2015 : Insides (Ghostly International)
- 2022 : Beings of Light (Ghostly International)
- 2024 : Romantic Gestures Vol. 1 (Cin Cin Records)

### EP
- 2013 : Stay True (Ghostly International)
- 2015 : Fairlights (Running Back)
- 2015 : Fort Romeau (Frankfurt Versions) (Ghostly International)
- 2015 : Untitled/ Splicing (Fort Romeau et Nick Höppner) (Cin Cin)
- 2016 : Purify/ Korgs (Bézier et Fort Romeau) (Cin Cin)
- 2019 : Heaven and Earth (Permanent Vacation)

### Singles
- 2013 : SW9 (Ghostly International)
- 2013 : Jetée/ Desire (Ghostly International)
- 2014 : Her Dream (Live at Robert Johnson)
- 2016 : Secrets and Lies (Live at Robert Johnson)
- 2017 : Reasons

### Compilations
- 2015 : Musik For Autobahns 2 (Rush Hour)
- 2017 : Correspondant Compilation 05 (Correspondent Music)
- 2017 : Lifesaver compilation (Live at Robert Johnson)
- 2017 : The Sound of Café Del Mar (Café del Mar Music)
- 2017 : Cocoon Compilation Q (Cocoon)

### Remixes
- Deliverance de RY X (Fort Romeau Remix)
- Something Good de Alt J (Fort Romeau Remix)
- Through the Yard de Kauf (Fort Romeau Remix)
- Time Eater de Gold Panda (Fort Romeau Remix)
- Feeling's Gone de Beacon (Fort Romeau Remix)
- Go Back (feat. Damon Albarn) de Tony Allen (Fort Romeau Remix)
- Conversations de Woman's Hour (Fort Romeau Remix)
- The Fall de Frankie Rosie (Fort Romeau Remix)
- Free Your Mind de Cut Copy (Fort Romeau Remix)
- ByBy de Lauer (Fort Romeau Remix)
- No Excuse de Jacques Greene (Fort Romeau Remix)
- Community de Gold Panda (Fort Romeau Remix)
- Need Your Love de The Temper Trap (Fort Romeau Remix)
- Head de Pend Mason (Fort Romeau Remix)
- Perspective d'Adana Twins (Fort Romeau Remix)